# Adam Steigerwald
Adam Steigerwald (* 18. Dezember 1876 in Heufeld, Kikinda, Banat, Österreich-Ungarn; † 2. November 1944 ebenda, Jugoslawien) war ein banatschwäbischer römisch-katholischer Geistlicher und Märtyrer. 

## Leben
Adam Steigerwald wurde am 27. Juni 1900 in Temeswar von Bischof János Csernoch zum Priester geweiht. Er wirkte in Bogarosch und Groß-Kikinda, ab 1907 als Religionslehrer und Spiritual bei den Vinzentinerinnen in Großkomlosch, dort ab 1909 auch als Pfarrer, ab 1913 in Karlsdorf und ab 1928 als Pfarrer in Heufeld. Am 2. November 1944 widersetzte er sich der Vertreibung durch die Partisanen und wurde nach Misshandlungen erschossen.

## Gedenken
Die katholische Kirche hat Adam Steigerwald als Glaubenszeugen in das deutsche Martyrologium des 20. Jahrhunderts aufgenommen.